# Alver (krater)
Alver är en nedslagskrater på planeten Merkurius, med en diameter på ungefär 151 kilometer.
2013 uppkallades kratern efter författaren Betti Alver.